# تشونزة عليا
تشونزة عليا (بالفارسية: چونزه علیا) هي منطقة سكنية تقع في قسم اجارود الغربي الريفي في إيران. يقدر عدد سكانها بـ 144 نسمة .